# Cyperus retrofractus
Cyperus retrofractus är en halvgräsart som först beskrevs av Carl von Linné, och fick sitt nu gällande namn av John Torrey. Cyperus retrofractus ingår i släktet papyrusar, och familjen halvgräs. Inga underarter finns listade i Catalogue of Life.